# Vallisneria australis
Vallisneria australis är en dybladsväxtart som beskrevs av Surrey Wilfrid Laurance Jacobs och Les. Vallisneria australis ingår i släktet Vallisneria och familjen dybladsväxter. Inga underarter finns listade.